# 데스 위시 (2018년 영화)
《데스 위시》(영어: Death Wish)는 2018년에 개봉한 미국의 액션 스릴러 영화이다. 1974년에 개봉한 동명 영화를 리메이크했으며, 일라이 로스가 감독을, 조 카너핸과 브라이언 가필드가 각본을 맡았다. 미국에서는 2018년 3월 2일에, 대한민국에서는 2018년 10월 11일에 개봉되었다.

## 줄거리
시카고 외상외과의 폴은 매일 응급실에서 이 도시에 만연한 폭력의 결과물을 마주하면서 생명을 구하려고 노력하고 있다. 어느 날 폴이 병원 일로 집을 비운 사이 세 남자가 침입하여 아내 루시와 딸 조던에게 총을 쏜다. 그 결과 루시는 사망하고 조던은 혼수 상태에 빠진다. 폴은 복수에 돌입하고, 그가 도시의 범죄자들에게 직접 정의를 구현한 이야기가 언론을 타면서 사람들은 그를 죽음의 신(Grim Reaper)이라고 부르기 시작한다.

## 출연
- 브루스 윌리스 - 폴 커지 의사 역
- 빈센트 도노프리오 - 프랭크 커지 역
- 엘리자베스 슈 - 루시 커지 역
- 커밀라 머론 - 조던 커지 역
- 딘 노리스 - 케빈 레인스 형사 역
- 킴벌리 엘리스 - 리어노어 잭슨 형사 역
- 보 냅 - 녹스 역
- 스테퍼니 자누사우스카스 - 소피 역
- 잭 케시 - 테이트 "더 피시" 카프 역
- 로니 진 블레빈스 - 조 역
- 렌 캐리우 - 벤 역
- 커비 블리스 블랜턴 - 베서니 역
- 스티븐 맥해티 - 형사부장 역